# Mycena leptocephala
Mycena leptocephala es una especie de hongo basidiomicetos de la familia Mycenaceae.

## Descripción
La forma del sombrero (píleo) es cónica, tiene surcos radiales, es de color grisáceo y alcanza los 3 centímetros de diámetro.
Sus tallos son delgados y alcanzan los 5 centímetros de largo, las branquias son espaciadas y de color grisáceo. Se encuentran en América del Norte y en Asia, solos o agrupados entre los restos forestales de los pinos, crecen en los meses de verano y otoño, tienen un olor similar al del cloro.